# 凌霄閣
凌霄閣（英語：The Peak Tower）是香港一座商用及觀景特色建築，位於香港島扯旗山與歌賦山之間的爐峰峽上，亦是山頂纜車的終點站，地址為山頂道128號。它座落於海拔396米高之處而非山頂最高處，設計突出卻不破壞山脊線。凌霄閣最高處達海拔428米，能俯覽維多利亞港兩岸景緻，看到中環、金鐘、尖沙咀等鬧市，但卻遠離煩囂，是香港主要旅遊景點之一。其前身為爐峰塔（俗稱「老襯亭」），至今「老襯亭」仍為部份老一輩的香港居民稱呼凌霄閣的別稱。
2003年至2009年發行的香港流通貨幣中，香港上海滙豐銀行及中銀香港發行之20港元紙幣背面皆印有凌霄閣外貌。

## 歷史
凌霄閣的原址是1972年落成的爐峰塔，於1993年因接待遊客能力不足和設施老化而重建。凌霄閣由英國建築師特里·法拉爾（Terry Farrell）設計，建築樓高8層，總面積達10,400平方米（112,000平方呎），呈現獨特的建築外觀。項目的總承建商為俊和集團。凌霄閣於1996年8月落成，在同年12月試業，於1997年5月正式開幕。
凌霄閣於2005年3月由香港呂元祥建築師事務所進行大規模翻新工程，耗資逾1億港元。工程包括增加店舖，整體租用面積增加一萬七千平方呎，餐廳由兩間增至六間，密封原設於5樓的觀景台作為概念觀景餐廳，遷觀景台往天台，在山頂廣場增設入口及大型多媒體顯示屏。翻新工程於2006年7月完成，於9月1日重新開幕，及於11月舉行為期兩星期的開幕慶祝活動。

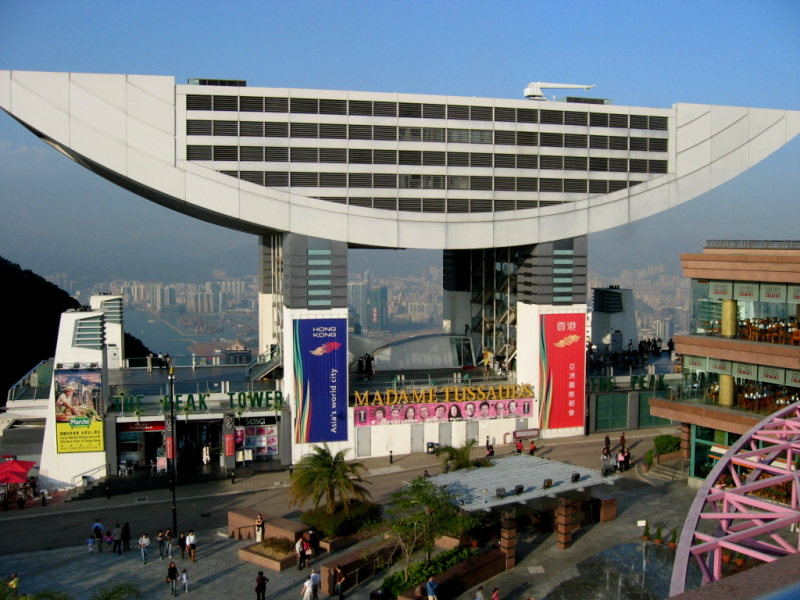
凌霄閣翻新前（2004年12月）
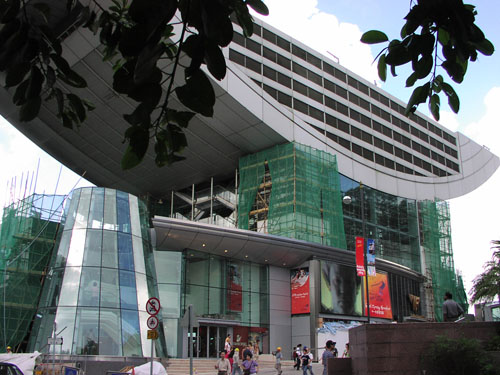
凌霄閣翻新中（2006年7月）
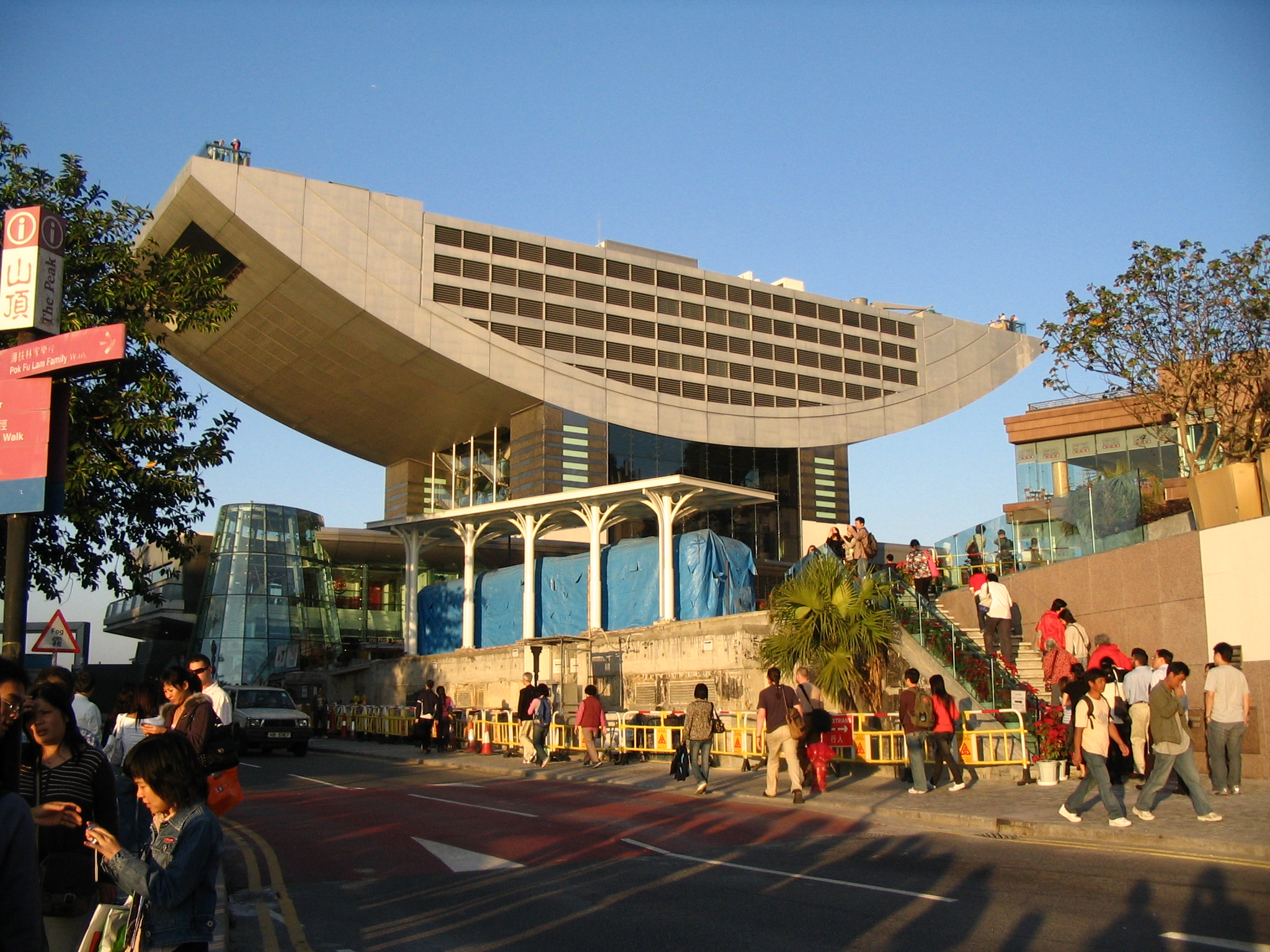
凌霄閣翻新後（2008年1月）
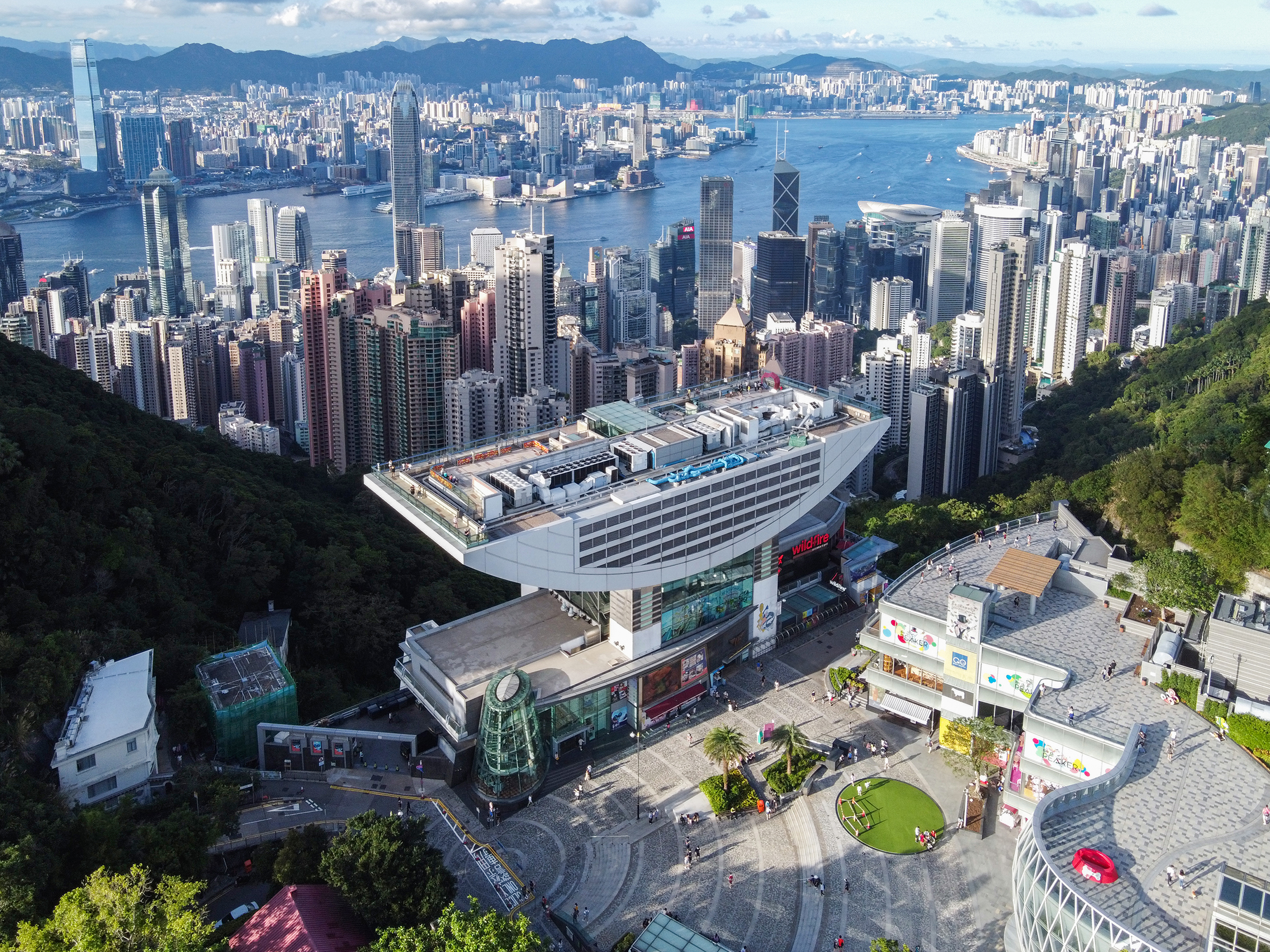
凌霄閣翻新後（2021年5月）

## 現有設施

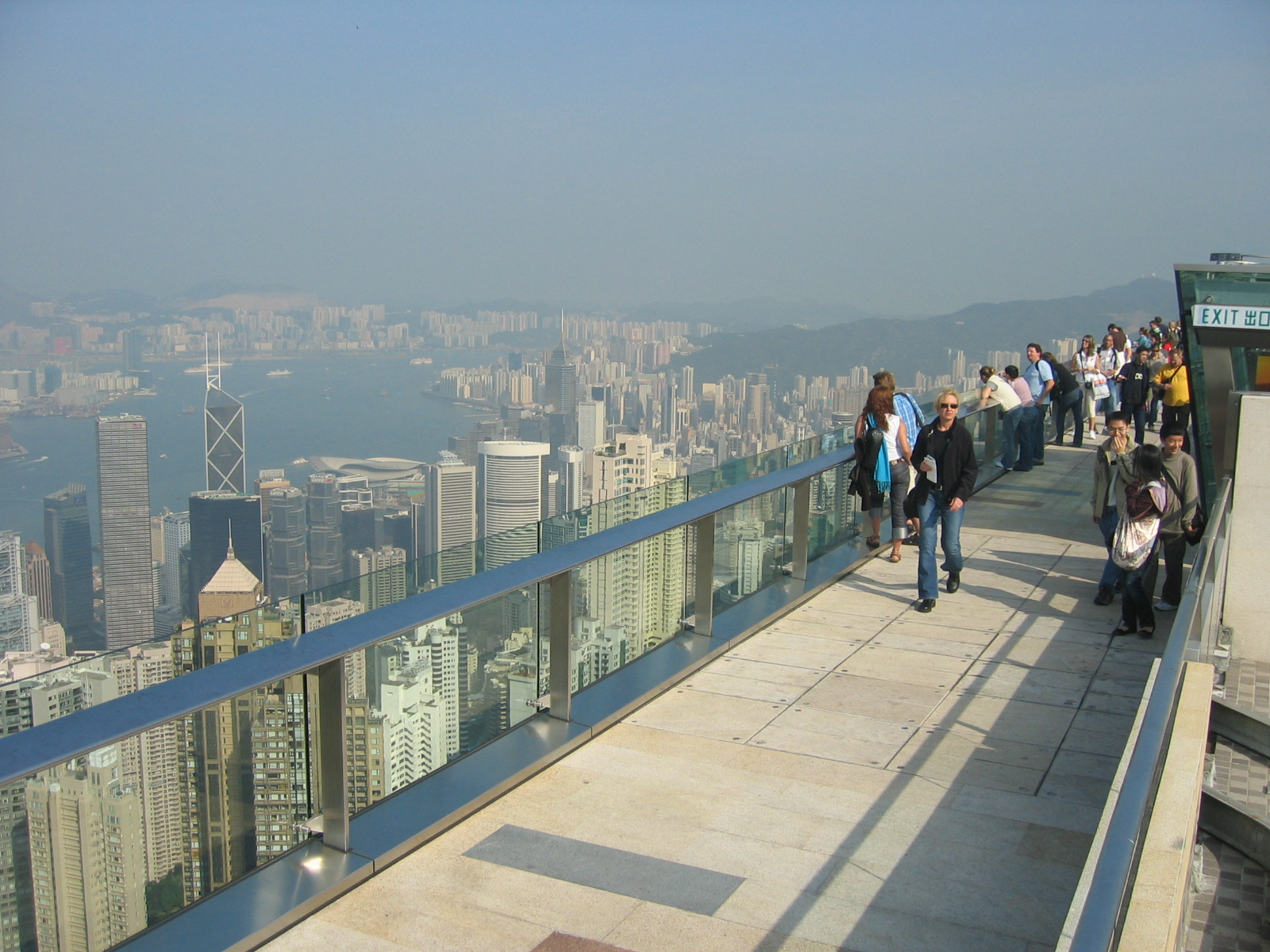
觀景台

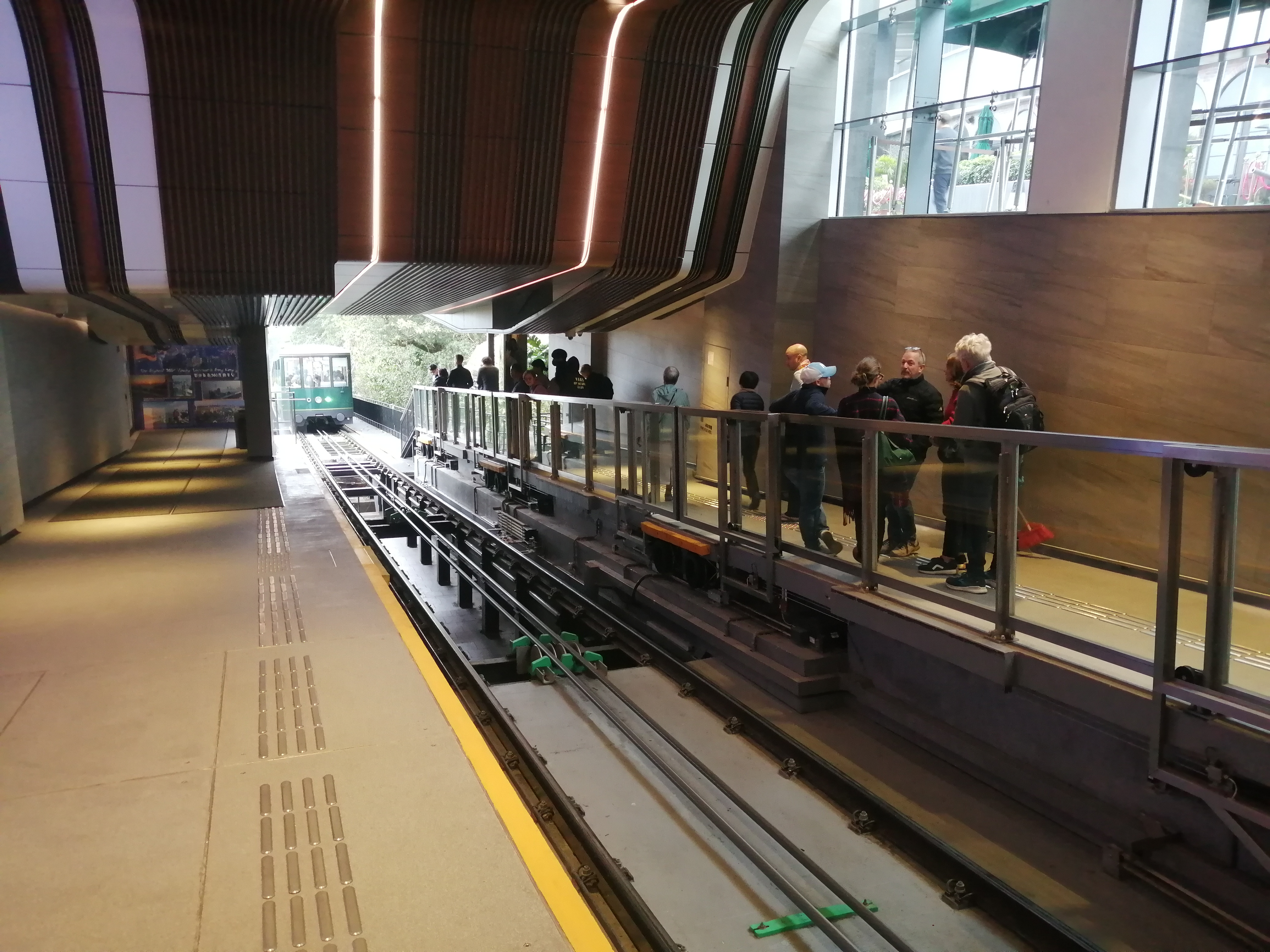
山頂纜車山頂總站月台

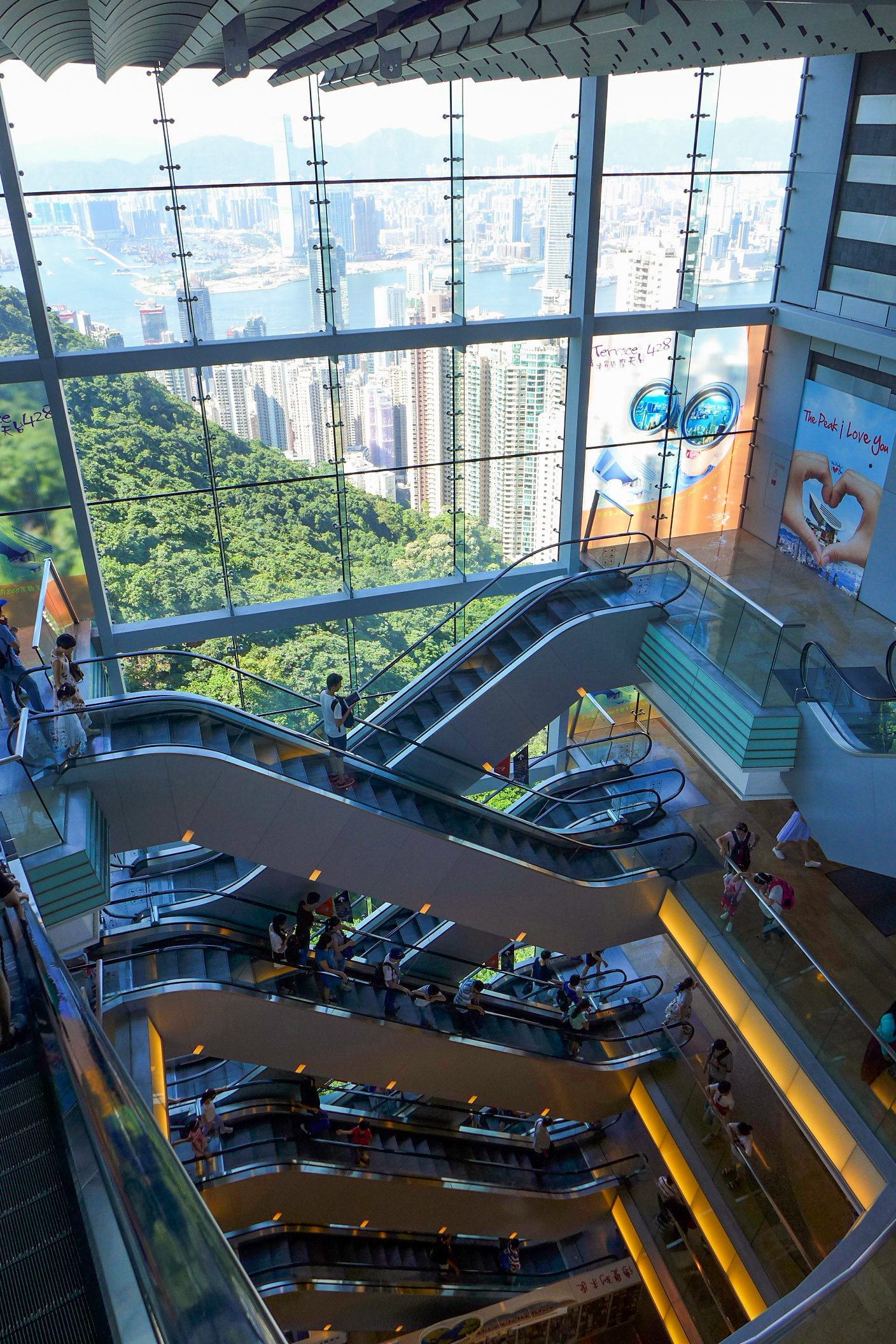
中庭的扶手電梯

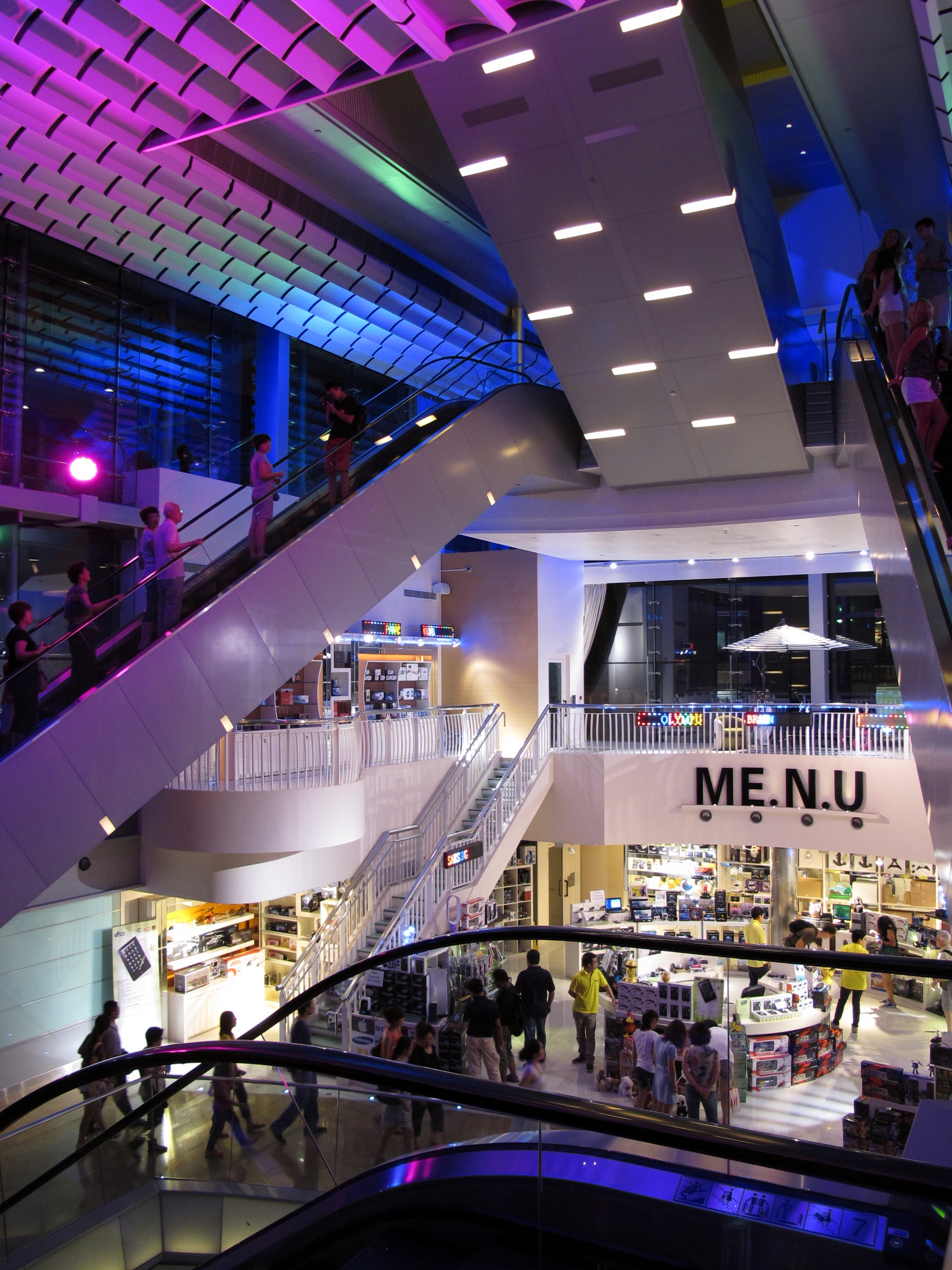
中庭在晚上有燈光裝置

凌霄閣集娛樂設施、商店及餐廳於一身。2006年大規模進行翻新工程後，凌霄閣重點集中於特色紀念品與工藝品店鋪與主題餐廳，大幅減少娛樂設施。現時凌霄閣內主要設施，包括：
- 山頂纜車總站
- 香港杜莎夫人蠟像館
  - 展出約100尊國際、中國及香港名人的蠟像。
- 凌霄展廊
  - 在2006年曾展出香港小學生的藝術創作「我看香港」。到了2008年，為慶祝山頂纜車成立120周年，展出17張香港早期的珍貴照片。
- 凌霄閣摩天台428

- - 位於凌霄閣天台，海拔428米高，遊人可以360度飽覽香港美景，包括維多利亞港兩岸景色，以至南區的南中國海自然景致。由2007年11月開始，該項設施實施收費，當時為20港元，並已於2022年1月1日調整收費至75港元（另設與山頂纜車套票發售）。
  - 營業時間：早上10時至晚上11時
  - 成人票價：港幣75元（連山頂纜車單程／來回套票分別為港幣122及148元）
  - 小童（3-11歲）／長者（65歲或以上）／特惠（殘疾人士登記證持證人）票價：港幣38元（連山頂纜車單程／來回套票分別為港幣61及74元）
- 山頂市集
- 山頂郵政局

### 商舖
商舖位於P2至3層，合共6層。其中P2層所有商舖已於2013年年初結業，改為杜莎夫人蠟像館擴建部分。
- DigitalRev（香港最高相機店 - 2008年10月開業）
- Arte Madrid
- adidas
- Crocs
- 英記茶莊
- DC Comics Super Heroes
- Exclamation Design Gallery
- Fruit & Passion
- Hard Rock Cafe Rock Shop
- peace love world 生活用品店
- Swatch
- Swarovski
- Sunglass Hut
- 韓國化妝品牌 TONYMOLY

### 餐廳
凌霄閣低層設美心食品集團旗下的「香港地」茶餐廳（已結業）、地下設Pacific Coffee及Jungle Juice果汁飲品店；一樓為「Burger King」及美心食品集團旗下的「Wildfire pizzabar（已結業）」；二樓及三樓設「天一酒家（已結業）」，由著名建築師 Branko Bahor設計，餐廳內還設有反光水池及六米高的瀑布。二樓亦設「巨八日本料理（已結業）」，餐廳內有巨大的落地玻璃窗和天窗式樓頂供食客欣賞香港景致。三樓為「阿甘蝦餐廳」，以電影「阿甘正傳」為主題。

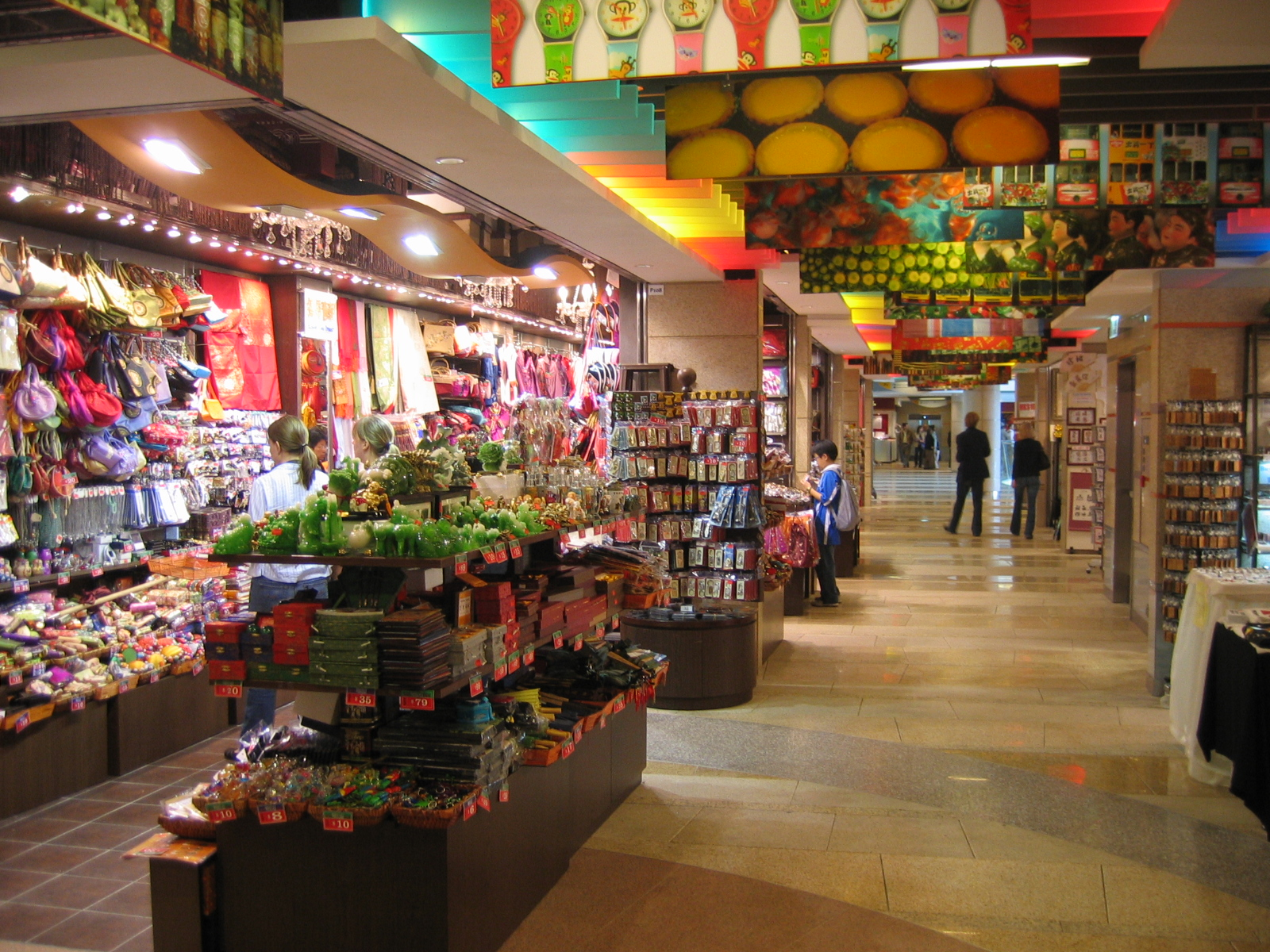
凌霄閣特色市集
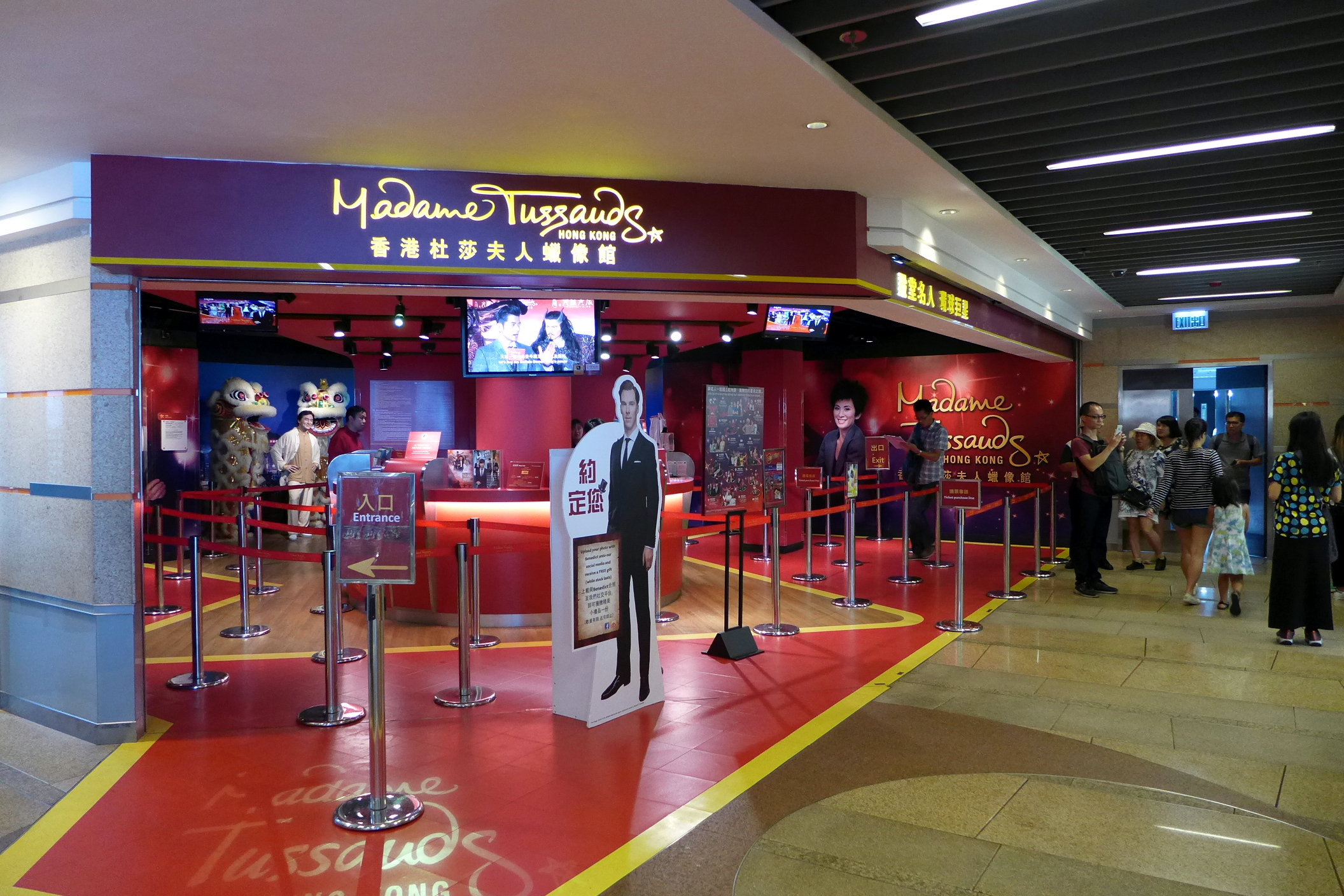
香港杜莎夫人蠟像館
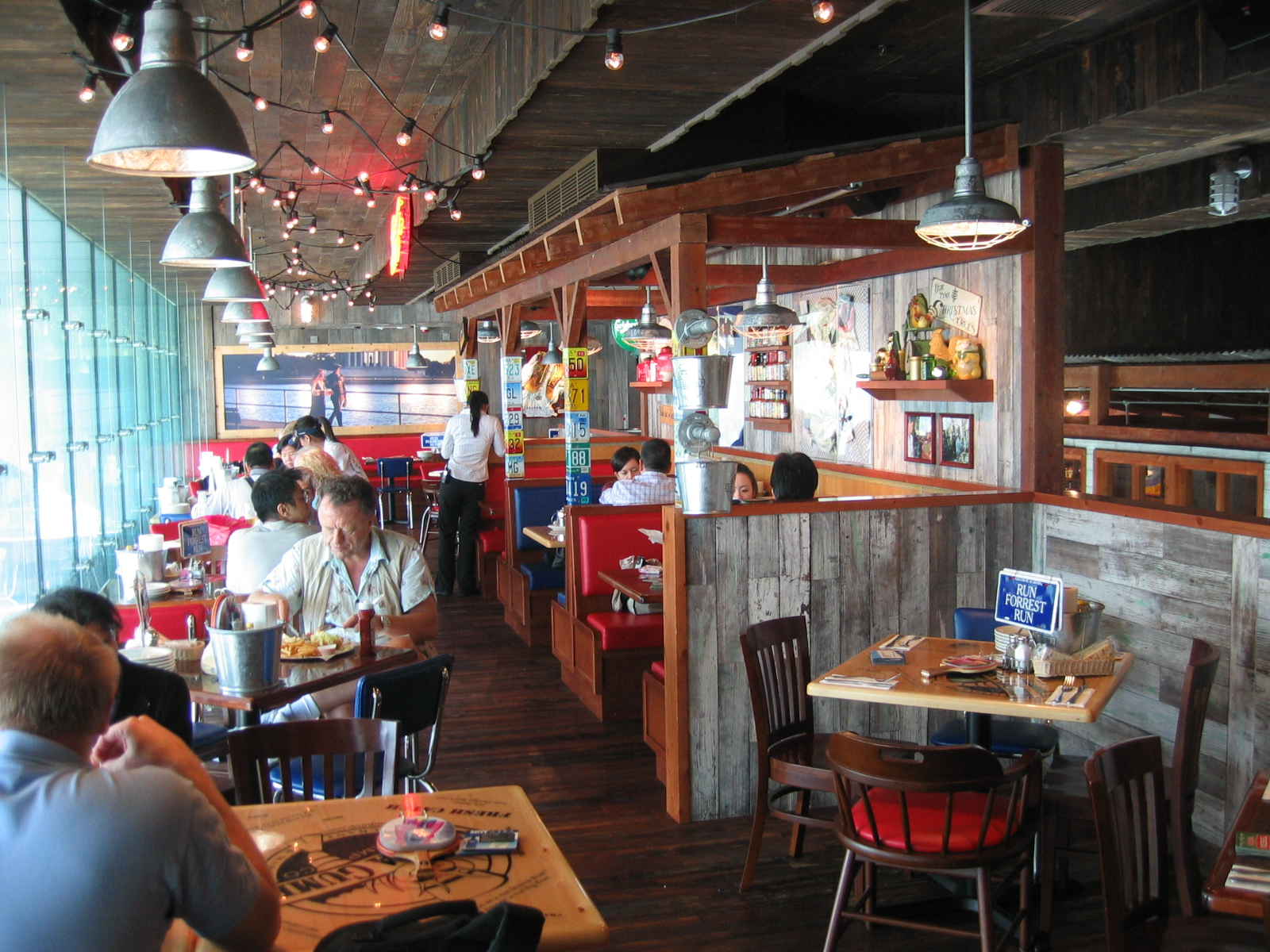
阿甘蝦餐廳
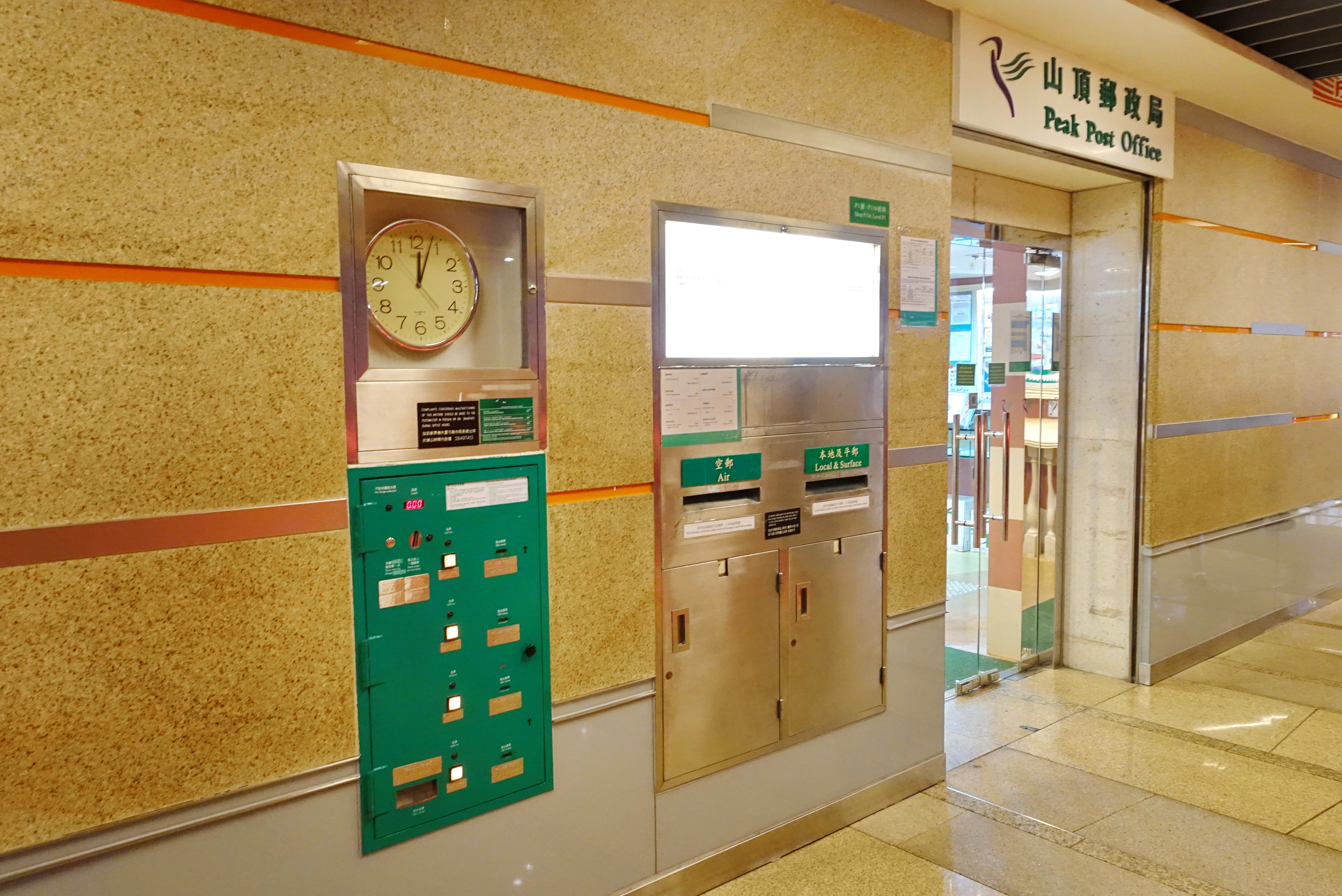
山頂郵政局
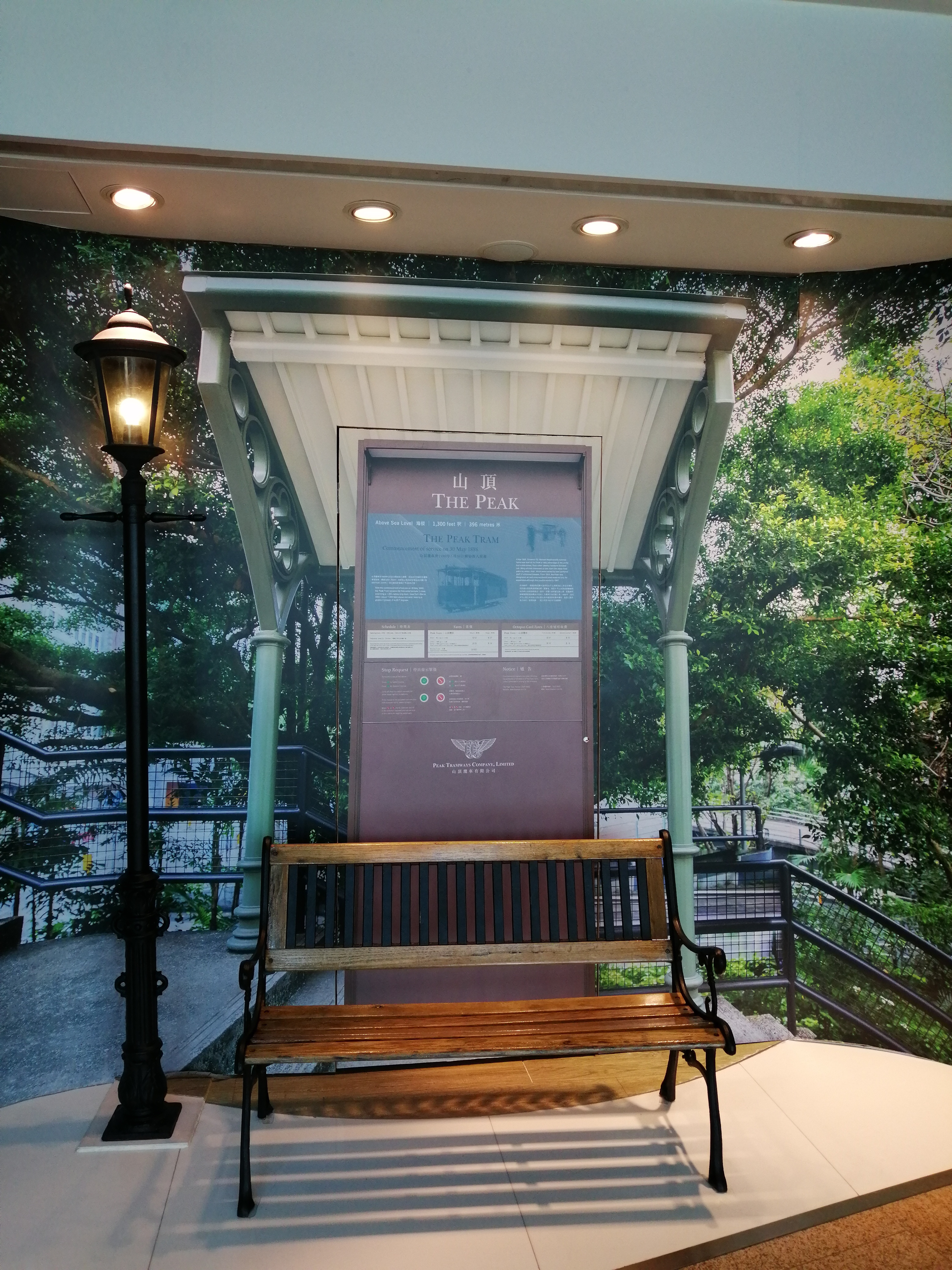
（偽）山頂纜車山頂站站牌

## 已結束設施及食肆
為配合凌霄閣於2005年3月進行大規模翻新工程，多項娛樂設施被迫結束營業，只有杜莎夫人蠟像館倖存保留。

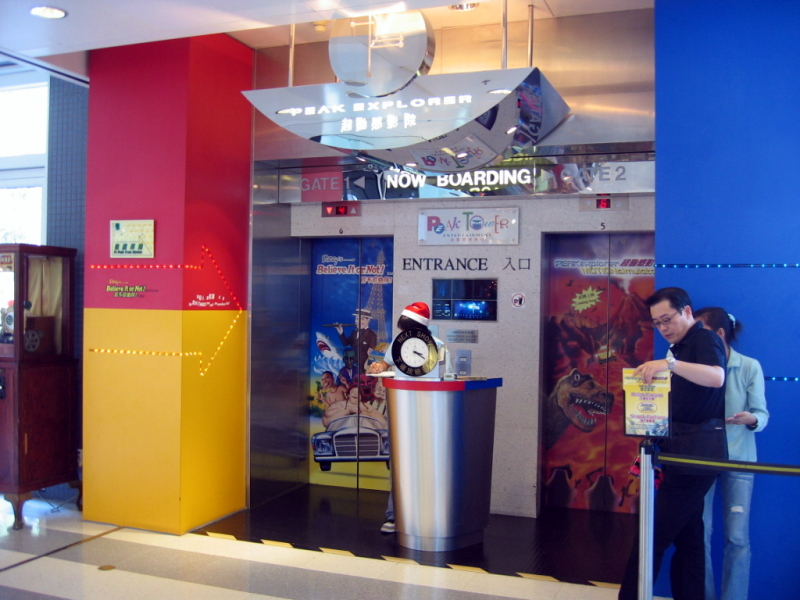
超動感影院升降機大堂

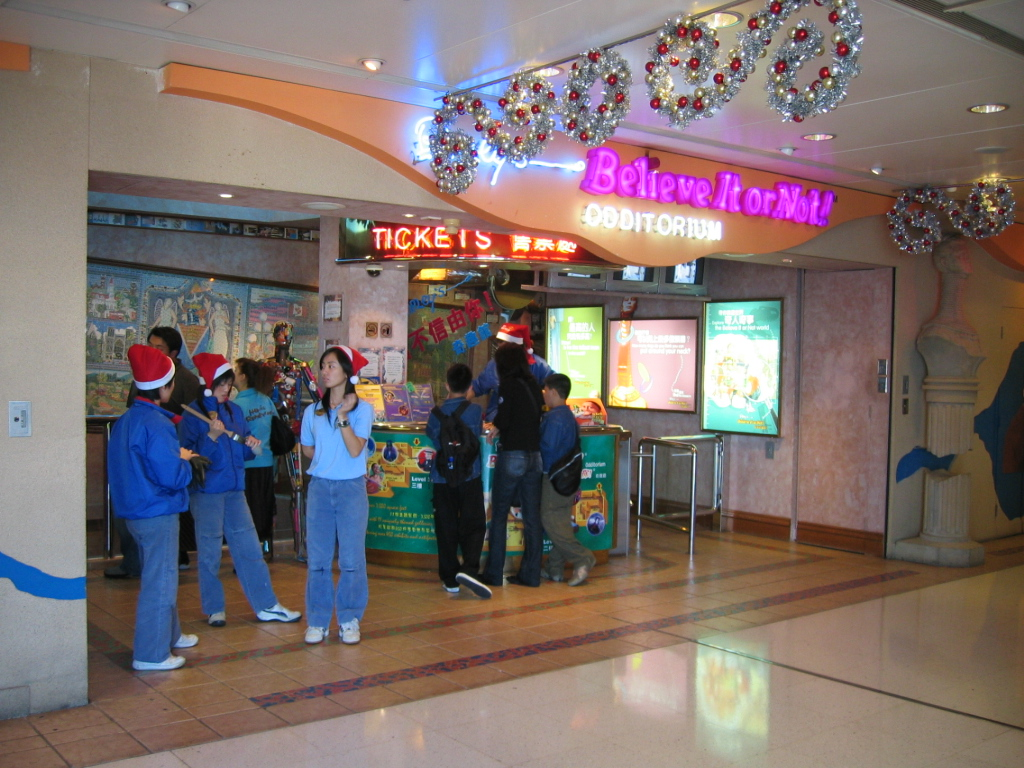
信不信由你奇趣館

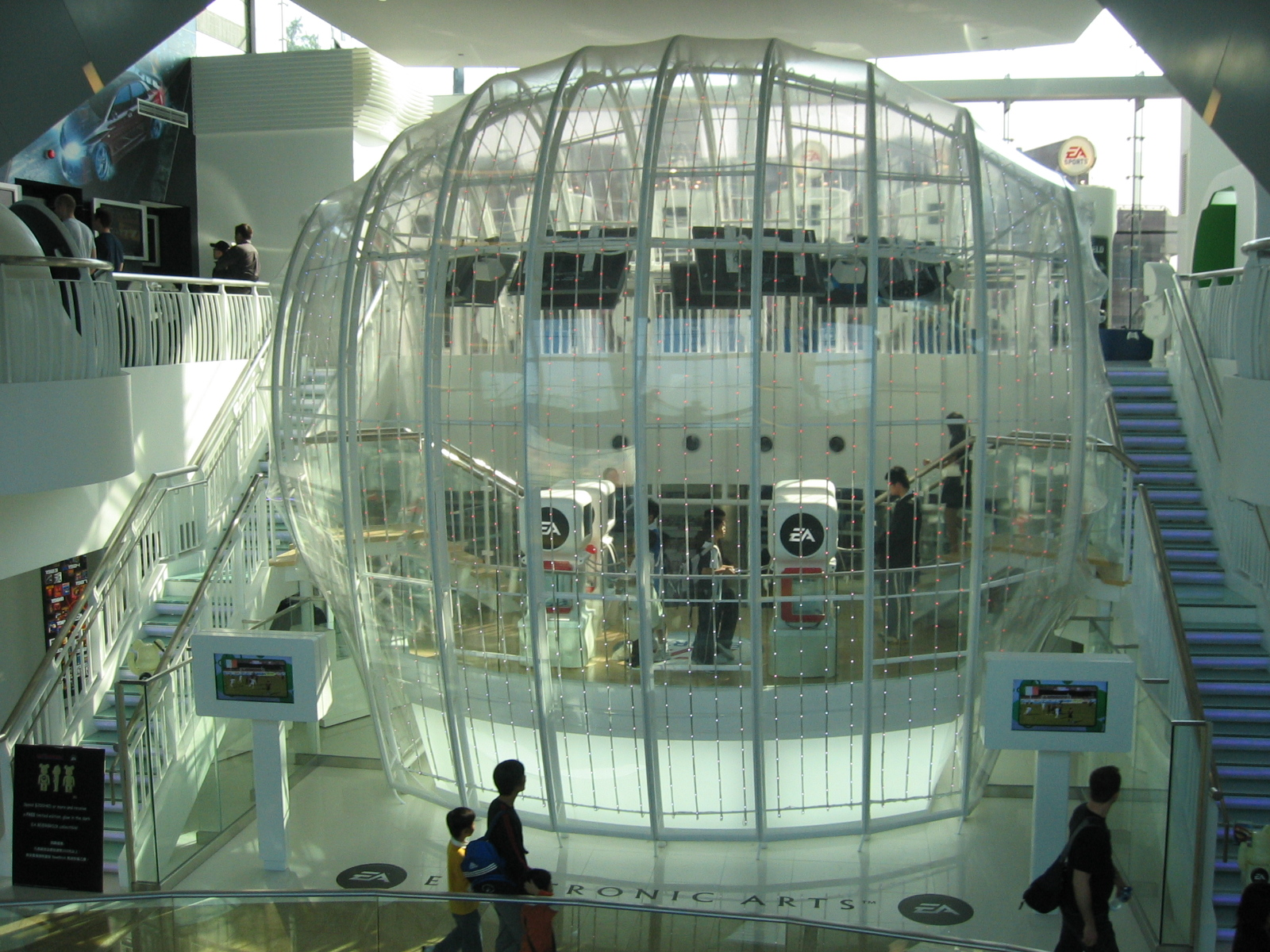
由五樓平臺改建的EA Experience

- 龍的傳說—時光漫遊列車（Rise of the Dragon - A Voyage In Time）

位於2樓，旅客率先經過香港傳統市集後，便可以乘坐小型室內列車，駛過不少具特別效果的歷史場景，重溫香港歷史片段。特色內容包括：皇帝解說九龍命名之典故、追蹤海盜張保仔、體驗世紀最猛烈颱風下的香港、鴉片戰爭的戰場等。遊客可透過耳機，選擇七種語言的錄音講解，票價為40元。因場景昏暗部分內容令不少參觀者情緒不安，加上入場人數欠佳，該設施於2002年停業，被杜莎夫人蠟像館取代。
- 第三度空間（Another Dimension）

位於2樓，是一架立體空間動感模擬飛行船，於2002年設立。
- 信不信由你奇趣館（Ripley's Believe It or Not! Odditorium）

信不信由你奇趣館香港分館，於1998年開幕，位於3樓，由11個主題組成，展出來自世界各地的450件稀奇展品。票價為成人75元、小童及長者46元。該館於2005年3月20日正式結束營業。
- 超動感影院（Peak Explorer Motion Simulator）

為凌霄閣最早對外開放的遊樂設施。位於六樓，以太空船為主題，備有36個獨立轉動坐椅。觀眾可透過一個4x8米的高科技的巨型銀幕，坐上獨立的動感坐椅及配合音響設備，讓觀眾能感受虛擬逼真的效果。不過動感影院的設計是希望適合不同年齡的人士，所以驚險程度不足。票價為成人62元、小童及長者35元。該設施於2005年3月結束營業。
- Marche 餐廳

來自瑞士自助式的歐洲餐廳，位於6至7樓，佔地18,700呎，於1997年4月開業，前政務司司長陳方安生、影星成龍曾是該餐廳座上客，因凌霄閣進行翻新工程，於2005年1月6日結業。
- 觀景台

原設於5樓平台，翻新後遷至頂層，並於2007年11月實施收費。
- EA Experience

為全亞洲首間 EA Games 娛樂中心，於2006年11月開業，佔地3,000呎，可分為三部分，包括專玩運動遊戲的「EA Sport 區域」、可供玩賽車遊戲的「EA Speed Experience 區域」及供玩 Maxis 遊戲的「The Sims 區域」。全場共設有75部 PlayStation 及 Xbox 系列等各類遊戲機，同場亦設零售櫃位，提供遊戲選購。娛樂中心免費入場，於2009年9月結業。

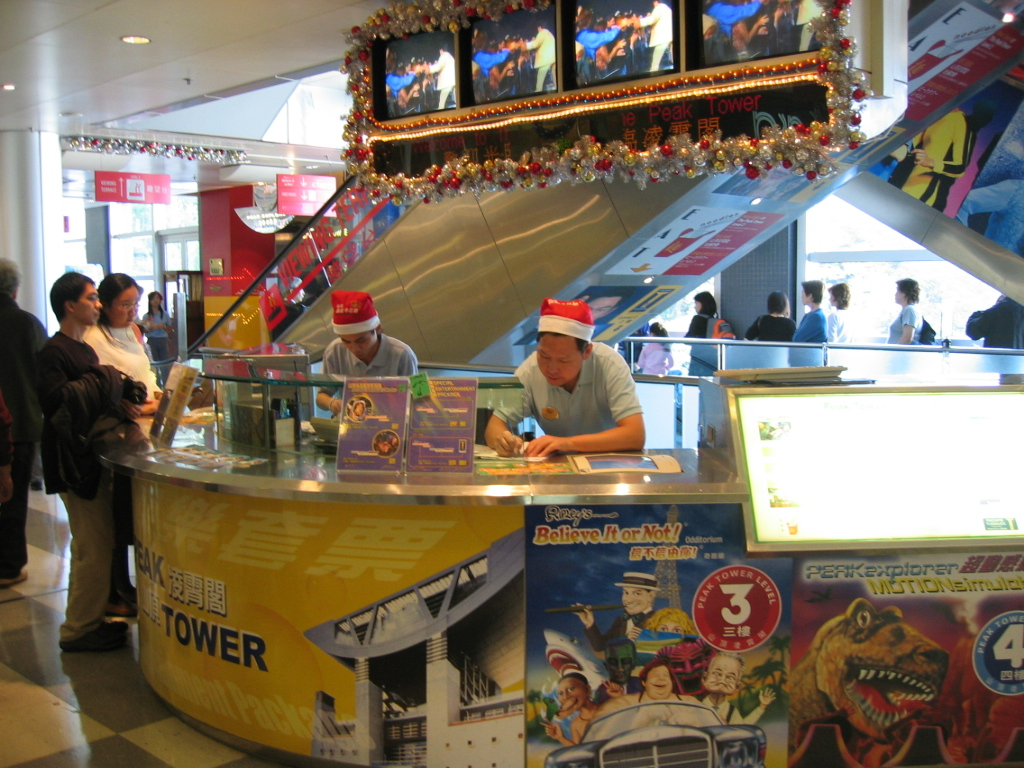
凌霄閣資訊櫃檯
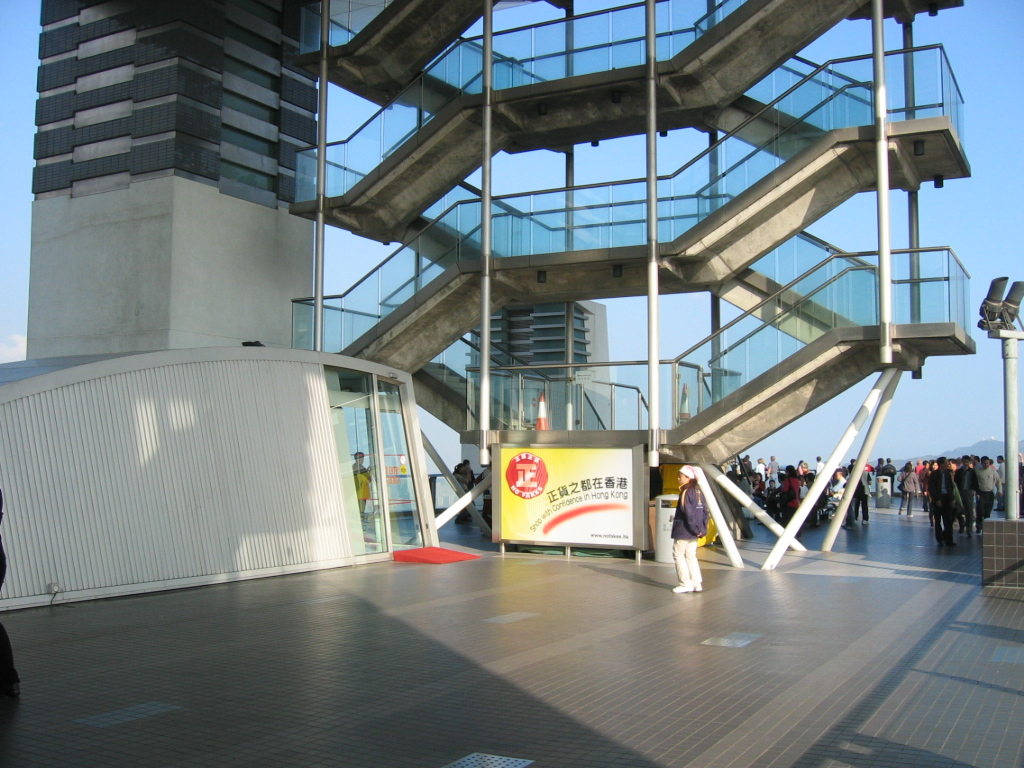
五樓觀景台
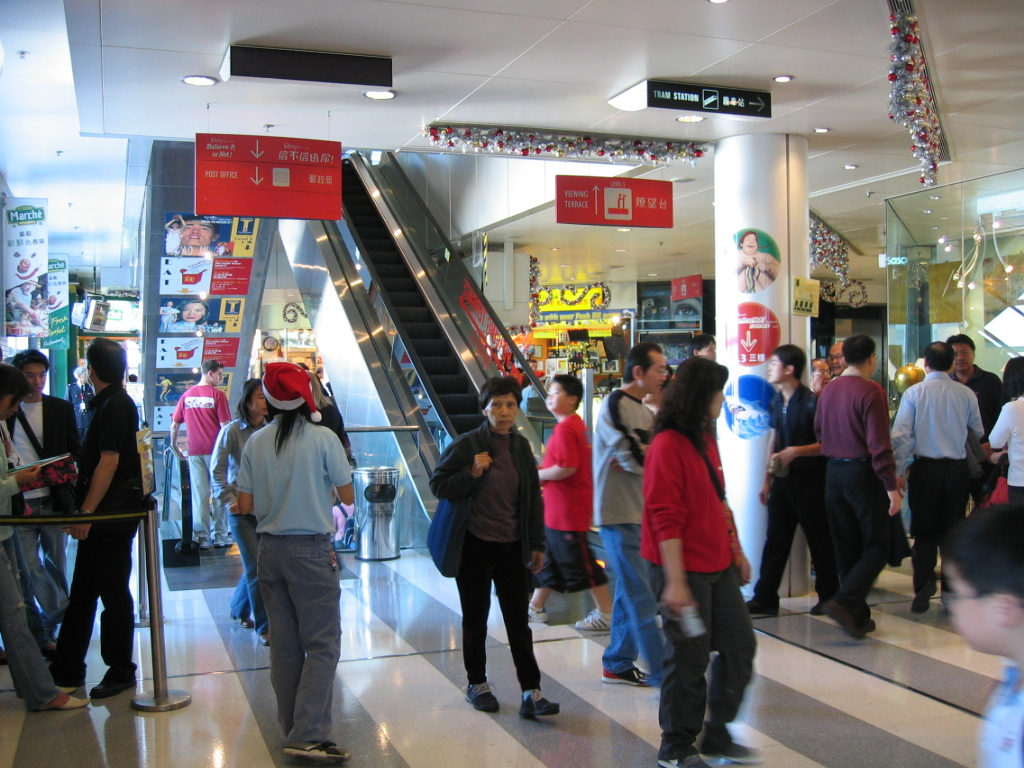
凌霄閣大堂
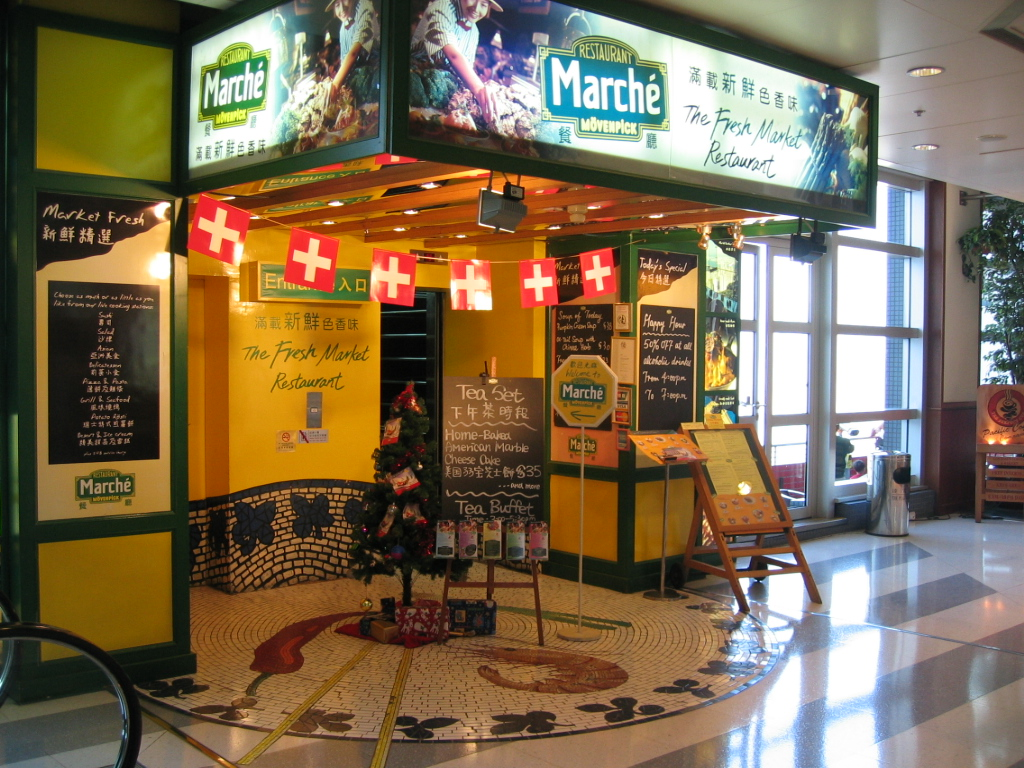
Marche餐廳入口
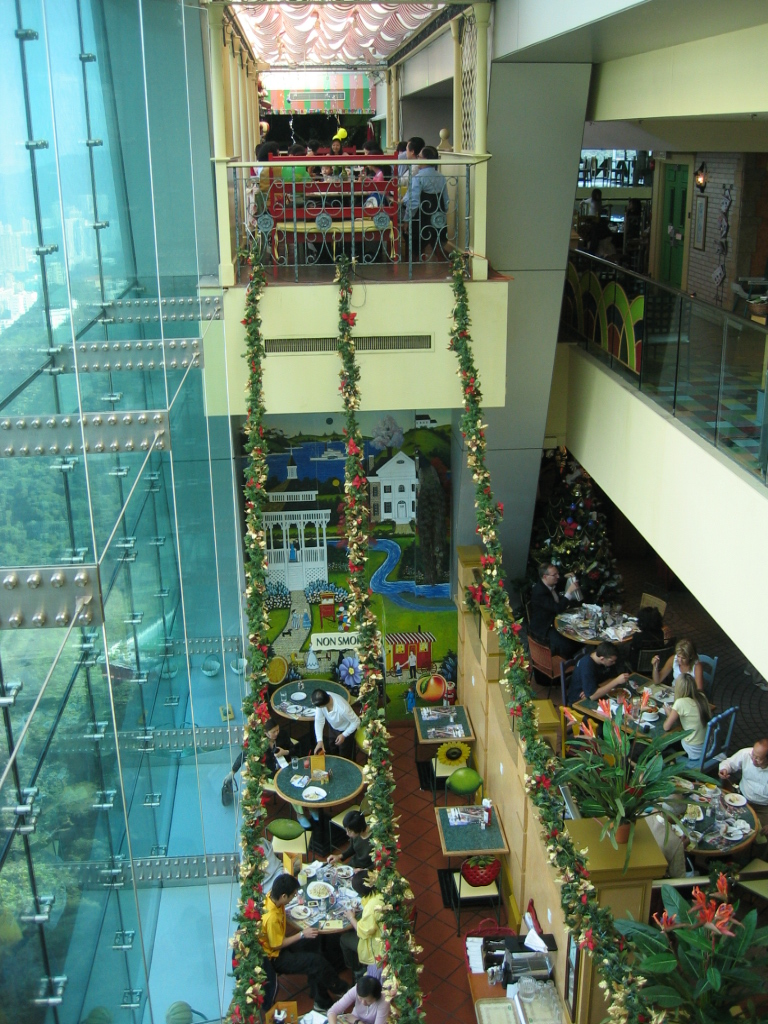
Marche餐廳內貌

## 自殺事件
2023年3月14日晚上8時許，一名34歲女子由天台高處墮下，當場倒臥露天廣場地上，警方到場調查後，證實她已經死亡。到同年7月8日，一名28歲男子從高處墮下，當場爆頭慘死。現場亦檢獲遺書。

## 外部連結
- 凌霄閣官方網頁 （页面存档备份，存于）
- 「龍的傳說」 （页面存档备份，存于）香港地方討論區
- 香港最美的夜晚：太平山凌霄閣夜景 （页面存档备份，存于）